# Clarence Clemons
Pour les articles homonymes, voir Clemons.
Clarence Clemons, né le 11 janvier 1942 à Norfolk, Virginie et mort le 18 juin 2011, est un musicien américain, saxophoniste du E Street Band, le groupe de son ami Bruce Springsteen. 

## Biographie
Fils d'un poissonnier du nord de la Virginie, il projette de devenir joueur de football américain dans une équipe du Maryland, mais un accident de voiture lui endommagea l'un de ses genoux, et lui fit renoncer à tout espoir de carrière sportive. C'est alors qu'il se décide à se consacrer au saxophone, instrument qu'il ne quittera plus. Il a rejoint le E Street Band en octobre 1972.
Surnommé Big Man, il est certainement le membre le plus populaire du E Street Band, comme l'atteste la présentation réalisée par Bruce Springsteen sur la scène du Madison Square Garden, que l'on peut entendre sur le CD Live in New York. En effet, il semble que le rôle de Big Man a été très important lors de la reformation du E Street Band à la fin des années 1990. Il a aussi fait quelques apparitions au cinéma et dans un épisode de la série Ma famille d'abord.
En octobre 2009, il sort une autobiographie intitulée Big Man, Real Life & Tall Tales avec son ami Don Reo (auteur et producteur d'émissions de télé). Un recueil de souvenirs et d'anecdotes sur sa vie professionnelle et personnelle. Ce livre est paru en France également en octobre 2009, traduit de l'américain par Hugues Barrière sous le titre Big Man, de la vraie vie à la vraie légende.
Il a participé en invité aux chansons de Lady Gaga The Edge of Glory et Hair, sorties le 23 mai 2011 sur l'album Born This Way. Le single The Edge of Glory, sorti le 9 mai 2011, le fait apparaître dans le clip (ce sera sa dernière apparition cinématographique avant son décès).
Le 12 juin 2011, Clemons est victime d'un accident vasculaire cérébral dans sa résidence de Floride, à l'âge de 69 ans.
Transporté à l'hôpital et finalement opéré le 17 juin, il meurt le 18 juin 2011 des suites de complications post-opératoires. Un hommage lui est rendu par de nombreux musiciens, dont évidemment Bruce Springsteen, qui s'est déclaré « effondré de chagrin » d'avoir perdu celui qui était son ami depuis plus de 40 ans, et Lady Gaga, à travers de nombreuses dédicaces scéniques. Bon Jovi lui rendra également hommage lors de nombreux concerts sur leur tournée The Circle Tour (en) en interprétant notamment Tenth Avenue Freeze Out, de Bruce Springsteen. Bono du groupe U2, en concert à Anaheim, le jour de son décès lui dédiera le titre Moment of Surrender en citant ces mots : « This man just carried music and music carried him until this day ».